# Babka ukwiałowa
Babka ukwiałowa, babka śródziemnomorska (Gobius bucchichi) – gatunek ryby okoniokształtnej z rodziny babkowatych (Gobiidae).

## Występowanie
Wschodni Atlantyk oraz Morze Śródziemne.
Występuje w ciepłych, subtropikalnych wodach o temperaturze 15–24 °C, przy brzegu na głębokości 1–30 m. Żyje na dnie piaszczystym lub mulistym, porośniętym trawą morską w pobliżu ukwiałów Anemonia sulcata, wśród którego czułków chroni się w razie zagrożenia. Spotykana również w kałużach na plażach.

## Cechy morfologiczne
Osiąga 10 cm długości.

## Odżywianie
Żywi się wieloszczetami, skorupiakami (obunogi), mięczakami i algami.

## Rozród
Dojrzewa płciowo po roku przy długości 3,4–3,8 cm długości. W okolicach Sewastopola na Ukrainie trze się od VI do VIII. Ikra ma kształt wrzecionowaty i wymiary 1,05–1,5 × 0,5–0,57 mm. W temperaturze 21,5 °C inkubacja trwa 6 dni.

## Znaczenie
Hodowana w akwariach.